# Калтабелота
Калтабело̀та (на италиански: Caltabellotta; на сицилиански: Cataviddotta, Катавидота) е малко градче и община в Южна Италия, провинция Агридженто, автономен регион и остров Сицилия. Разположено е на 949 m надморска височина. Населението на общината е 3898 души (към 2012 г.).